# ارل جانسون (ورزشکار)
ارل جانسون (انگلیسی: Earl Johnson; ۱۰ مارس ۱۸۹۱ – ۱ نوامبر ۱۹۶۵) ورزشکار دو و میدانی اهل ایالات متحده آمریکا بود.
وی در مسابقات کشوری و بین‌المللی در مجموع برندهٔ ۱ مدال نقره، ۱ مدال برنز شده‌است.